# Зверобой четырёхкрылый
Зверобо́й четырёхкры́лый, или Зверобой четырёхгра́нный (лат. Hypericum tetrapterum) — многолетнее травянистое растение рода Зверобой (Hypericum) семейства Зверобойные (Hypericaceae). Распространён в некоторых районах европейской части России и Сибири вместе со зверобоем продырявленным (зверобоем обыкновенным).
Название Hypericum quadrangulum L. является Nomen rejiciendum согласно Венскому кодексу (2006) пр. V.

## Ботаническое описание
Зверобой четырёхкрылый можно отличить по четырёхгранному стеблю с четырьмя продольными острыми рёбрами.
Чашелистики по краю без железистых ресничек. Лепестки жёлтые с чёрными точками по краям.

## Хозяйственное значение и применение
Медицинское использование зверобоя четырёхгранного не предусмотрено утверждённой технической документацией.